# Chionographis merrilliana
Chionographis merrilliana är en nysrotsväxtart som beskrevs av Hiroshi Hara. Chionographis merrilliana ingår i släktet Chionographis och familjen nysrotsväxter. Inga underarter finns listade.